# إطلاق نار جماعي

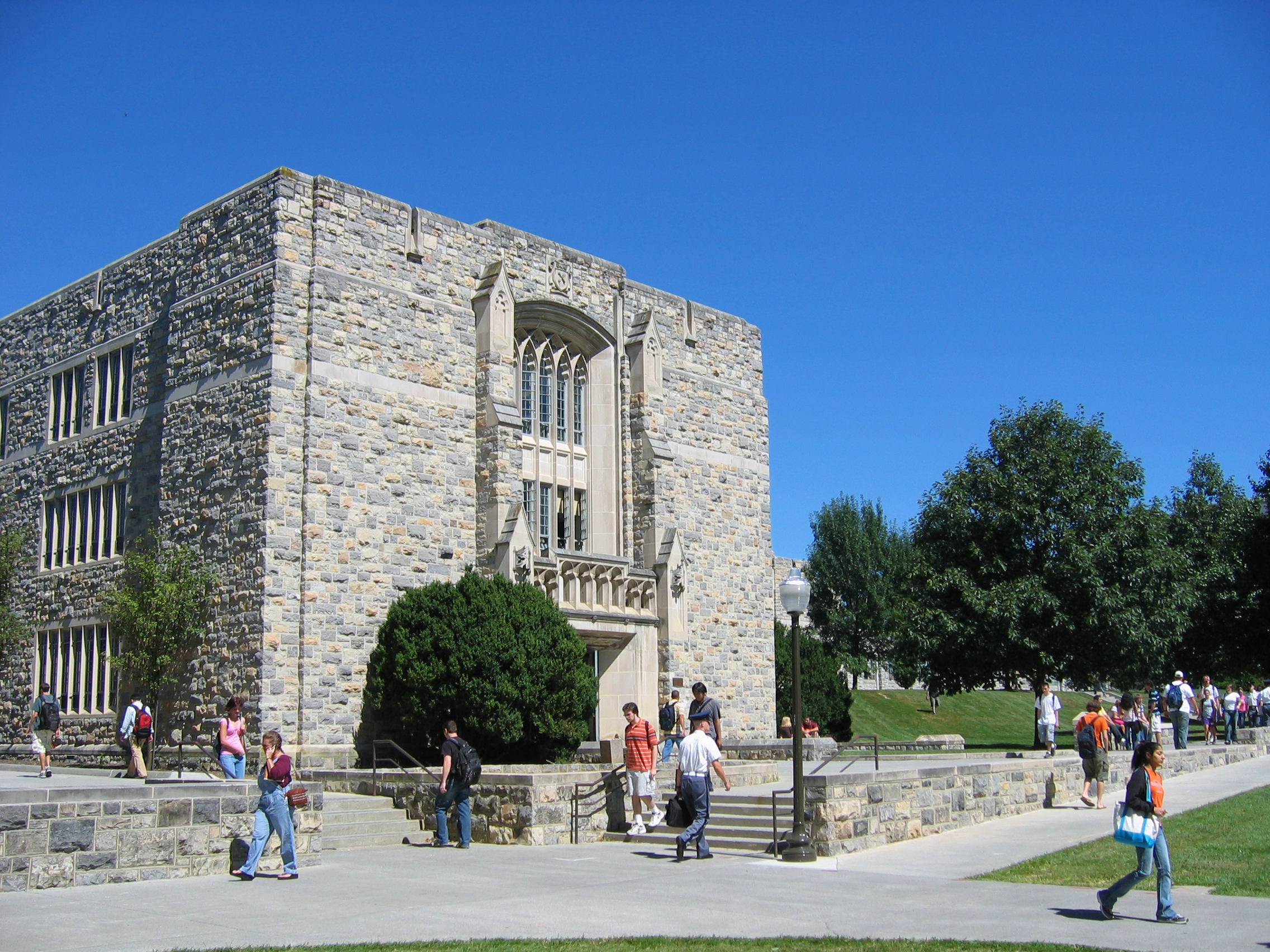

إطلاق النار الجماعي هو حادث إطلاق نار ينتج عنه عدد قتلى كبير. لا يوجد تعريف مقبول على نطاق واسع لمصطلح الرماية الجماعية. يُعرّف مكتب التحقيقات الفيدرالي الأمريكي «القتل الجماعي» بأنه عملية قتل «أربعة أو أكثر خلال حدث دون وجود» فترة«بين جرائم القتل». بناءً على ذلك، من المتفق عليه عمومًا أن إطلاق النار الجماعي يكون عندما يتم إطلاق النار على أربعة أشخاص أو أكثر (جرحى أو مقتلى)، وليس بما في ذلك مطلق النار.
تستخدم وسائل الإعلام المختلفة ومجموعات البحث تعريفات مختلفة لمصطلح "إطلاق نار جماعي" على سبيل المثال، تعرف مجموعة أبحاث عنف الجريمة Gun Gunence Archive "إطلاق نار الجماعي" على أنه "إطلاق النار على أربعة أشخاص أو أكثر (جرحى أو قتلى) في حدث واحد [حادثة]، في نفس المكان والزمان، بدون احتساب مطلق النار من ضمن الأربعة.
في الولايات المتحدة أقر خدمة أبحاث الكونغرس أنه لا يوجد تعريف مقبول على نطاق واسع يعرف" اطلاق النار الجماعي"  كما حدث حيث يختار شخص أربعة أشخاص أو أكثر ويقتل منهم بطريقة عشوائية، مرددا تعريف FBI لمصطلح " القتل الجماعي. لكن إضافة عامل العشوائية. أيضًا ، وفقًا لـ فوكس ، فإن معدل جرائم القتل بالأسلحة النارية في الولايات المتحدة يصل إلى 26 ضعف مثيله في البلدان الأخرى ذات الدخل المرتفع.

## بواسطة القارات والمناطق

### أفريقيا

#### مصر
ومن بين عمليات إطلاق النار الجماعية عملية إطلاق النار على العطار 2013 في مصر.

#### كينيا
في 2 أبريل 2015، اقتحم إرهابيون مسلحون جامعة عامة في الجزء الشمالي الشرقي من البلاد وقتلوا 148 شخصًا.

### آسيا

#### اليابان
حصل في اليابانما لا يقل عن جريمتين من جرائم القتل المرتبطة بالسلاح في السنة. تشمل هذه الأرقام جميع جرائم القتل في البلاد، وليس فقط عمليات إطلاق النار الجماعية.

### أمريكا الشمالية

#### الولايات المتحدة
تنطوي حوادث إطلاق النار الجماعي على وقوع عديد من ضحايا العنف المرتبط بالأسلحة النارية. هناك خلاف حول المعايير المحددة لاعتبار حادث ما إطلاق نار جماعي، وليس هناك تعريف شامل مقبول. يشتمل أحد التعريفات على فعل عنف عام باستخدام الأسلحة النارية، -باستثناء أعمال القتل بين العصابات، أو العنف المنزلي، أو الأعمال الإرهابية التي ترعاها منظمة ما- حيث يقتل مطلق النار أربع ضحايا على الأقل. باستخدام هذا التعريف، وجدت إحدى الدراسات أن نحو ثلث حوادث إطلاق النار الجماعي في العالم بين عامي 1966 و2012 (90 من أصل 292 حادثًا) حصلت في الولايات المتحدة.
باستخدام تعريف مماثل، سجلت صحيفة واشنطن بوست 163 حادثة إطلاق نار جماعي في الولايات المتحدة بين عامي 1967 ويونيو 2019. تعاني الولايات المتحدة من حوادث إطلاق نار جماعي أكثر من أي بلد آخر. غالبًا ما يموت الجناة إما انتحارًا بعد الحادث، أو يقيدون أو يقتلون على يد القوات الأمنية، أو على يد مدنيين مسلحين أو عزّل. شكلت حوادث إطلاق النار الجماعي أقل من 0.2% من نسب جرائم القتل في الولايات المتحدة بين عامي 2000 و2016.

##### الرأي العام حول السيطرة على السلاح
في خضم الزيادة الأخيرة في عمليات إطلاق النار الجماعية ، بما في ذلك 46 حادث إطلاق نار في المدرسة في عام 2022 ، وجد استطلاع أجرته شبكة فوكس نيوز في أبريل 2023 أن الناخبين المسجلين يؤيدون بأغلبية ساحقة مجموعة واسعة من قيود الأسلحة:
قال 87٪ إنهم يؤيدون طلب إجراء فحوصات خلفية جنائية لجميع مشتري الأسلحة ؛
81٪ يؤيدون رفع شرط العمر لشراء أسلحة نارية إلى 21 ؛
80٪ يؤيدون طلب فحوصات الصحة العقلية لجميع مشتري الأسلحة ؛
80٪ قالوا إنه يجب السماح للشرطة بأخذ الأسلحة من الأشخاص الذين يشكلون خطراً على أنفسهم أو على الآخرين ؛
أيد 61٪ حظر البنادق الهجومية والأسلحة نصف الآلية.

##### تكاليف العنف باستخدام الأسلحة
في عام 2000 ، قدرت تكاليف العنف باستخدام الأسلحة النارية بحوالي 100 مليار دولار سنويًا في الولايات المتحدة ، بالإضافة إلى التكاليف المرتبطة بسلوكيات تجنب / منع العنف باستخدام الأسلحة النارية. من ناحية أخرى ، في عام 2010 ، كلف العنف المسلح دافعي الضرائب الأمريكيين حوالي 516 مليون دولار من تكاليف المستشفيات المباشرة. بعد ذلك بعام ، في عام 2021 ، كان العنف باستخدام الأسلحة النارية 280 مليار دولار سنويًا.

### أمريكا الجنوبية

#### نيوزيلاندا
تشمل عمليات إطلاق النار الجماعية البارزة في نيوزيلندا مذبحة Aramoana لعام 1990  التي قتل فيها 14 شخصًا (بما في ذلك مرتكب الجريمة) وإطلاق النار في جامع كرايستشيرش 2019 في كرايستشيرش، والذي أسفر عن مقتل 51 شخصًا.